# Mary Riggans
Mary Riggans (ur. 19 lipca 1935 w Glasgow, zm. 2 grudnia 2013) – szkocka aktorka filmowa i telewizyjna.

## Filmografia
seriale
- 1962: Dr. Finlay's Casebook jako Sheila Hogg / Pani Gellatly / Pani Ogilvy / Agnes Fraser / Annie McCall
- 1979: The Omega Factor jako Jean MacKenzie
- 1989: Ja, Lovett
- 2002-2005: Balamory jako Susie Sweet

film
- 1976: Benny Lynch jako Pani Lafferty
- 1980: The Assassination Run jako Kupiec
- 2004: Frankie jako Nell Morrison